# Бонен, Андре
Андре Бонен (фр. André Bonin, 10 марта 1909—1998) — французский фехтовальщик-рапирист, чемпион мира и олимпийский чемпион.

## Биография
Родился в 1909 году в Гранвиле. В 1947 году стал обладателем золотой медали чемпионата мира. В 1948 году завоевал золотую медаль на Олимпийских играх в Лондоне.